# Gerald Mayr
Gerald Mayr német paleontológus és ornitológus, aki egyben a németországi Frankfurt am Mainban levő Senckenberg Naturmuseum madártani kurátora is. Zoológiai szakmunkákban nevének rövidítése: „Mayr”.
Mayrnak számos írása jelent meg a fosszilis madarakról, főleg az egykoron Európában élő paleogén földtörténeti időszakbeliekről. Ez az őslénykutató az eocén kori Messel lelőhely állatvilágának az egyik szakértője.

## Gerald Mayr által alkotott és/vagy megnevezett taxonok
Azok a taxon nevek, amelyek nincsenek belinkelve, manapság csak szinonimák (az alábbi lista nem teljes).

### Madarak
- Aequornithes Mayr, 2010
- Muriwaimanu Mayr et al., 2018
- Sequiwaimanu Mayr et al., 2018
- Sequiwaimanu rosieae Mayr et al., 2018
- Hoazinavis Mayr et al., 2011
- Hoazinavis lacustris Mayr, Alvarenga & Mourer-Chauviré, 2011

## Fordítás
- Ez a szócikk részben vagy egészben  a   Gerald Mayr című angol Wikipédia-szócikk ezen változatának fordításán alapul.  Az eredeti cikk szerkesztőit annak laptörténete sorolja fel. Ez a jelzés csupán a megfogalmazás eredetét és a szerzői jogokat jelzi, nem szolgál a cikkben szereplő információk forrásmegjelöléseként.